# Martha Ankomah
Martha Ankomah est une actrice et entrepreneuse ghanéenne,.

## Biographie
Ankomah nait le 21 novembre 1985. En tant que aînée  d'une mère célibataire, Ankomah rencontre plusieurs défis au cours de son enfance. Elle est une ancienne élève de l'Adabraka Presbyterian Junior High School, de la Labone Senior High School et du Jayee University College  tous situés à Accra.

### Carrière
Elle se lance dans la comédie grâce à sa cousine en 1994. Après sa participation à plusieurs auditions pour des films et ses rôles dans des séries télévisées et des productions cinématographiques, elle  entre dans Next Movie Star, et se classe troisième dans l'édition 2007 de l'émission de téléréalité. Ankomah révèle lors d'une interview avec Hitz FM en 2016 qu'elle ne va considerer  désormais que les rôles moralement justes et apportant des changements positifs dans la société. En septembre 2018, elle clarifie sa position, expliquant qu'elle peut assumer n'importe quel rôle dans un film à condition qu'il transmette un message positif à son public . En 2017, Ankomah se voit critiquée par certains acteurs du cinéma lorsqu'elle remet en question le récit superficiel des films ghanéens. Elle s'est dite préoccupée par le fait que l'industrie doit changer le thème de ses films pour se développer. Les réalisateurs  estiment que sa déclaration est  irrespectueuse et dénote  un manque de connaissance de l’art cinématographique. En novembre 2018, elle lance une campagne visant à encourager les jeunes à lire ,.

### Vie entrepreneuriale

#### Approbations
En 2014, Ankomah  signe un contrat de promotion avec Vitamilk Viora. Dusk Capital Limited, une banque d'investissement ghanéenne, révèle en 2017 qu'Ankomah est son ambassadeur de marque . Elle travaille avec Globacom depuis 2018 en tant qu'ambassadrice de la marque .En 2018, Ankomah est  nommée ambassadrice de la marque pour le nouveau tissu « Adepa Dumas » de Ghana Textiles Printers (GTP) ,.

#### Entreprise de beauté
Ankomah ouvre officiellement  son salon de beauté « Martha's Place » à Accra en juillet 2013. Le salon propose des soins pour hommes et femmes.

#### Fondation
Elle  lance la Fondation Martha Ankoma en 2016. Une organisation sociale dont l’objectif est de fournir des programmes de sensibilisation à la santé, de soutien à la garde d'enfants, d'autonomisation des moyens de subsistance et de projets de développement communautaire. Martha, par l'intermédiaire de sa fondation, fait un don de papeterie et d'autres matériels pédagogiques à de nombreuses communautés défavorisées, notamment aux écoliers d'Ackrobon dans le district d'Awutu Senya.
La fondation travaille en collaboration avec les ambassadeurs de l'autisme pour le développement de la sensibilisation à l'autisme et le soutien  aux enfants vivant avec l'autisme .

## Filmographie
- Ville du soleil
- Hôtel lune de miel (2014)
- Où est ton portable ?
- Le pouvoir des dieux
- Shakira (2009) - Amanda
- Le péché de l'âme (2009)
- Le cœur des hommes (2009) - Diana
- Quelque part en Afrique (2011) - Nivera
- Silence (2024) - Narkie
- Un voyage en enfer (2014) - Bella
- Bébé à un million de dollars (2014) - Cindy
- Date limite (2012)
- Un lit de roses (2011) en tant que Zina [17]
- Une heureuse surprise (2022) en tant que Kukua [17]

## Prix et distinctions
- 2015: Ghana Movie Awards - Meilleure actrice dans un rôle principal
- 2012: Africa Movie Academy Award du meilleur espoir masculin
- 2012: Ghana Movie Awards - Meilleure actrice dans un rôle principal [18]
- 2011: Ghana Movie Awards - Meilleure actrice dans un second rôle
- 2011: Ghana Movie Awards - Actrice préférée (film)
- Prix Africa Movie Academy 2010 du meilleur espoir masculin